# Claudi Ametlla i Coll
Claudi Ametlla i Coll (Sarral, 22 de maig de 1883 – Barcelona, 8 d'octubre de 1968) fou periodista i polític català.

## Biografia
De formació gairebé autodidacta, estudià comerç a Barcelona. De jove treballà de mestre de literatura al Col·legi Model de Barcelona i a Tarragona, però ho deixà pel periodisme. El 1901 publicaria el seu primer article periodístic amb la Revista de Sabadell, cosa que el farà entrar en contacte amb el també periodista i polític Antoni Rovira i Virgili. A Tarragona, va ser sotsdirector de La Avanzada, una revista federal fundada per Rovira; vicepresident de la Joventut Federal i secretari del Centre Federal de Tarragona. Després d'intentar infructuosament catalanitzar La Avanzada i l'Ateneu de la Classe Obrera, ell i Rovira en van ser expulsats. Al costat de Rovira i Virgili va entrar com a redactor d'El Poble Català (1906), òrgan del nacionalisme republicà en el qual militava, i des d'on va col·laborar en la preparació de la Solidaritat Catalana aquell mateix any. Va pertànyer al Partit Nacionalista Republicà i a la Unió Federal Nacionalista Republicana, però se'n va donar de baixa el 1914, disconforme amb el pacte de Sant Gervasi amb els lerrouxistes.
Entre 1915 i 1918 va dirigir la revista aliadòfila Iberia i va escriure també a El Diluvio com a redactor d'actualitat municipal. Des de 1910 fou corresponsal de l'agència Fabra, la filial peninsular de l'agència francesa de notícies Havas, delegació que dirigirà posteriorment i agència per la qual va treballar durant vint anys. Entre 1915 i 1924 fou el secretari de l'Escola Superior d'Agricultura de la Mancomunitat de Catalunya, dirigida per Josep Maria Valls i Vicens. També va ocupar els càrrecs de secretari de la Societat de Geografia Comercial, de director de la revista econòmica Barcelona i de secretari de l'oficina de propaganda del Cafè del Brasil i de la Casa d'Amèrica. En honor de la seva tasca al capdavant de la revista Iberia seria condecorat com a cavaller de la Legió d'Honor i amb les Palmes Acadèmiques.
Es casà amb Maria del Carme Peris Mas de Xeixàs, amb qui va tenir tres fills. El 28 de gener de 1929 va participar en el naixement del setmanari Mirador, on és escollit primer president del consell d'administració de l'editorial Mirador, propietària de la revista, càrrec que va ocupar fins al 1931.
Més endavant va militar a Acció Catalana Republicana (ACR), escrivint des de llavors a La Publicitat. Amb la proclamació de la Segona República, Claudi Ametlla va esdevenir governador civil de Girona (1932) i de Barcelona (1933), i a les eleccions generals espanyoles de 1936 resultà elegit diputat a Corts per ACR com a integrant del Front d'Esquerres de Catalunya. Amb 261.135 vots, fou el segon candidat més votat després de Lluís Nicolau i d'Olwer.
El 14 d'agost de 1936 es va exiliar a França a causa de les amenaces de la FAI i el temor per la seva vida. Allí seria acollit per l'Agència Havas. Després de la guerra, s'instal·là a Perpinyà, on fou un dels fundadors del Grup d'Estudis Polítics i de la seva revista Quaderns polítics, econòmics i socials, on va redactar entre 1945 i 1947. Ametlla va participar en les sessions de les Corts de la República espanyola en l'exili i va ser ponent de governació del consell assessor de la presidència de la Generalitat de Catalunya. Quan va tornar a Barcelona l'any 1948 va participar de les reunions clandestines que caracteritzaren la política catalana d'aquell temps, esdevenint el president del Consell de Forces Democràtiques de Catalunya el 1958, acabat de constituir i que també se l'anomenà «Comitè Ametlla». En aquesta línia, també fou l'encarregat de convidar, en nom de José María Gil-Robles, els representants catalans al Contuberni de Múnic. És autor d'unes Memòries polítiques, amb molt de contingut però considerades parcials per la historiografia.